# Setting
Settingen (sjättedelen) är en av enheterna i Gotlands territoriella indelning i äldre tid.
Redan Gutasagan omtalar en indelning av ön i tredingar (tredjedelar). Varje treding var indelad i två settingar. De har ibland jämförts med Svealands skeppslag och kan bland annat ha haft uppgiften att utrusta skepp för sveakonungens ledung, något som gutarna hade åtagit sig enligt Gutasagan. Vid den svenska tidens inledning (1645) fungerade settingarna som rättskretsar.

## Gotlands settingar
- Nordertredingen består av Bro setting i sydväst och Rute setting i nordost.
- Medeltredingen består av Hejde setting i väster och Kräklinge setting i öster.
- Sudertredingen består av Hoburgs setting i sydväst och Burs setting i nordost.

## Settingarna och häradsindelningen
År 1681 indelades Gotland i två härader. Nordertredingen och Kräklinge setting i Medeltredingen blev Gotlands norra härad. Sudertredingen och Hejde setting i Medeltredingen blev Gotlands södra härad.